# Oksana Sjatjko

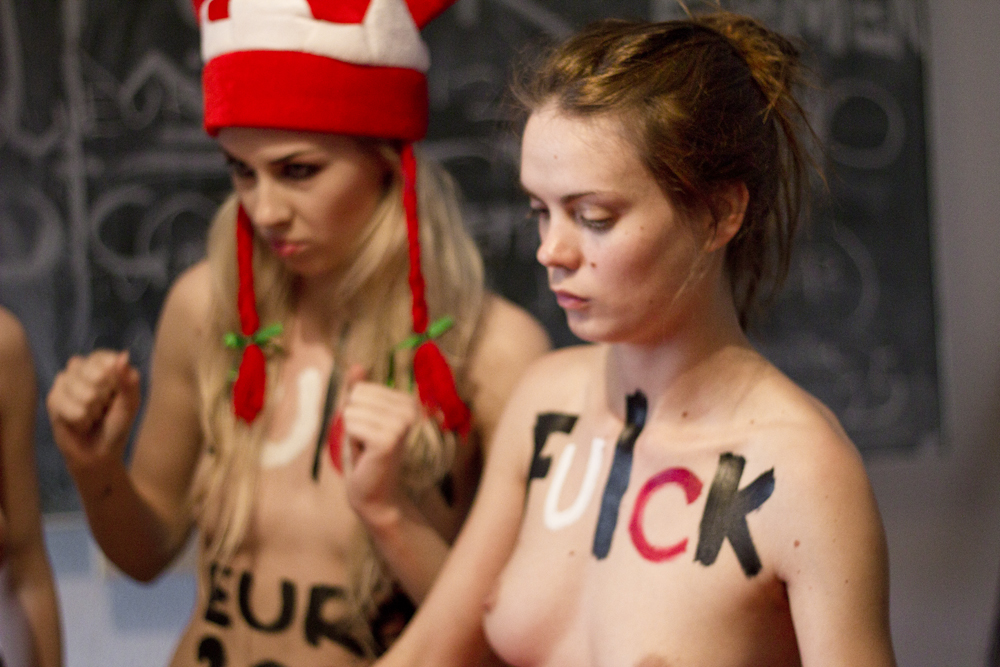
Aleksandra Sjevtjenko och Oksana Sjatjko år 2012.

Oksana Sjatjko, född 31 januari 1987 i Chmelnytskyj i Sovjetunionen (i nuvarande Ukraina), död 23 juli 2018 i Montrouge i Frankrike, var en ukrainsk konstnär och feministisk aktivist. Hon var tillsammans med Anna Hutsol och Aleksandra Sjevtjenko grundare av aktivistgruppen Femen.

## Biografi
Oksana Sjatjko föddes i nuvarande västra Ukraina. Hennes föräldrar arbetade i en fabrik men blev arbetslösa när Sovjetunionen kollapsade 1991.
Vid åtta års ålder, 1995, började hon i en skola, Nikosj, som vanligen hade vuxna elever och som är känd för sin undervisning i ortodox ikonografi. Hon avlade examen där och hennes tidiga verk har visats på flera utställningar i Ukraina och USA. Vid tolv års ålder började hon att måla fresker och arbetade heltid i den ortodoxa kyrkan. Hon ville också bli nunna, men hennes familj förmådde henne att avstå från detta.
Vid 14 års ålder tog hon avstånd från religion och rysk-ortodoxa kyrkan med motiveringen att de ortodoxa prästerna mer kan liknas vid affärsmän än Guds representanter. Hon fortsatte dock att måla för sin försörjning.
År 2000 skrevs hon in vid universitetet i Chmelnytskyj för att studera filosofi, vilket utlöste en djup samvetskris. Vid denna tid engagerades hon av bristen på utrymme för kvinnor att uttrycka sina idéer och sin kreativitet. Tillsammans med studenterna grundade hon ett Centrum för nya perspektiv, en organisation som arbetade mot korruption och för studenters rättigheter. Vid denna tid mötte hon Anna Hutsol och Aleksandra Sjevtjenko. I dokumentärfilmen Je suis Femen framgår att dessa erfarenheter formade hennes politiska och filosofiska synsätt samt gjorde henne till en aktivist för kvinnors rätt och yttrandefrihet.
I april 2008 grundades den feministiska aktivistgruppen Femen, som ursprungligen engagerade sig i frågor som rörde kvinnliga studenter, men tidigt breddades detta till sexuellt utnyttjande av kvinnor i Ukrainia och mot sexturism. Initialt väckte Femen uppmärksamhet genom att demonstrera i underkläder, men i augusti 2009 protesterade Sjatjko genom att i Kiev blotta sina bröst. Sedan dess har Femen regelbundet, som en metod, protesterat topless eller ibland nakna, och dessutom breddat sin agenda till kvinnors rättigheter och mänskliga rättigheter i både Ukraina och övriga världen.

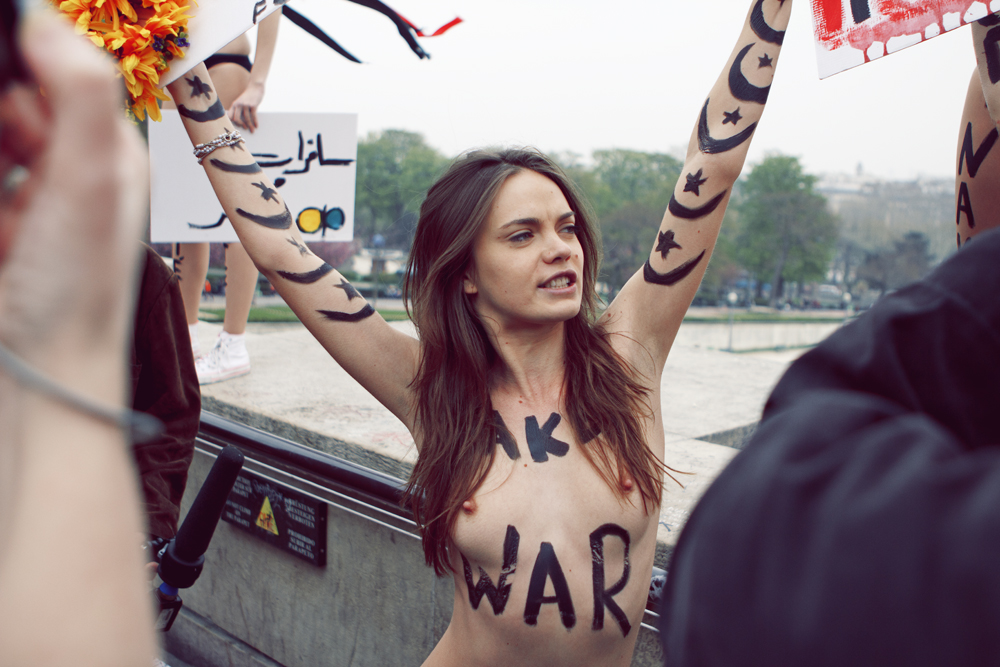
Oksana Sjatjko vid en Femen-aktion i Paris till stöd för den egyptiska aktivisten Aliaa Magda Elmahdy år 2012.

Liksom andra medlemmar av Femen fängslades Sjatjko vid flera tillfällen. Den allvarligaste händelsen ägde rum 2011, när en grupp aktivister krävde frigivning av politiska fångar i den vitryska huvudstaden Minsk. Sjatjko och två andra kvinnor greps av säkerhetspolisen, togs till en skog, tvingades ta av sig kläderna, överstänktes med olja och hotades med eld.
Sjatjko arbetade tillsammans med den franska författaren Galia Ackerman och skrev en historik över Femen som publicerades 2013. År 2014 kom filmen om Sjatjko, Je suis Femen.
Under senare år arbetade hon med ett konstprojekt, kallat Iconoclast, med ortodoxa ikoner målade med traditionella metoder, men där hon infogade nya budskap. Hon hade sin första utställning i Frankrike i maj 2016.
Den 23 juli 2018 påträffades hon död i sin lägenhet nära Paris, 31 år gammal. Hon bedömdes ha begått självmord.

## Oksana Sjatjko inom medier